# Bobrovka (Grote)
De (Grote) Bobrovka (Russisch: (Большая) Бобровка) is een rivier in de Russische oblast Sverdlovsk en de grootste zijrivier van de Irbit aan linkerzijde. De rivier ontspringt in de buurt van het gehucht Sarfanovo en stroomt door het noordelijke deel van het stedelijk district van de stad Artjomovski door de dorpen Lebedkino en Antonovo en steekt dan de grens over naar de stad Irbit, waar ze verder stroomt door de dorpen Neoestrojevka, Osintsjevskoje en Retneva, om bij de plaats Zajkovo in de Irbit te stromen. De belangrijkste zijrivieren van de Bobrovka zijn (vanaf de bron) de Chajboek, Boelnasj, Bitsjoer, Kroetaja, Borovaja en de Tsjernoesjka.
Toen de Russen in de 17e en 18e eeuw de Oeral veroverden, gaven ze de rivier aanvankelijk de naam Nagibila Bobrovka. De huidige naam Grote (Bosjaja) Bobrovka dient om haar te onderscheiden van de andere Bobrovkarivier die afwatert op de Irbit; de zuidelijker stromende Tataarse (Tatarskaja) Bobrovka. De naam Bobrovka is net als vele andere rivieren met deze naam afgeleid van het Russische woord voor bever, Bobr. Deze kwamen hier vroeger veel voor en werden bejaagd om hun waardevolle huiden.